# Server Application Programming Interface
Le Server Application Programming Interface (SAPI), l'interface de programmation des applications serveurs, est le terme générique utilisé en informatique pour désigner les modules d'interface d'applications serveur web comme Apache, Internet Information Services ou iPlanet.[réf. nécessaire]
Par exemple, PHP dispose d'un module d'interface direct appelé SAPI[réf. nécessaire] pour différents serveurs web. Pour PHP 5 et Apache 2.0 sur Windows, il est sous la forme d'un fichier DLL appelé php5apache2.dll. La DLL est un module qui fournit une interface entre le PHP et le serveur web écrit sous une forme que le serveur peut comprendre. Cette forme est connue sous le nom de SAPI.
Il y a différentes sortes de SAPI pour différents langages. Par exemple, les SAPI les plus communs pour le langage PHP sont le PHP CLI et le CGI.[réf. nécessaire]

## Annexe